# جوناثان أوديا
جوناثان أوديا (بالإنجليزية: Jonathan O'Dea)‏ هو سياسي أسترالي، ولد في 9 مارس 1966 في سيدني في أستراليا. حزبياً، نشط في New South Wales Liberal Party ‏. في 2007 New South Wales state election ‏، انتخب عضو الجمعية التشريعية نيو ساوث ويلز عن دائرة Electoral district of Davidson ‏ (24 مارس 2007 – ).